# Kailer Yamamoto
Pour les articles homonymes, voir Yamamoto.
Kailer Yamamoto (né le 29 septembre 1998 à Spokane, dans l'État de Washington, aux États-Unis) est un joueur américain de hockey sur glace. Il évolue à la position d'ailier.

## Biographie
Yamamoto est repêché au 5e tour, 105e au total, par les Chiefs de Spokane au repêchage de la LHOu 2013. Il dispute néanmoins la saison 2013-2014 avec une équipe junior, les Kings Jr. de Los Angeles. Il fait ses débuts avec les Chiefs en 2014-2015 et obtient 57 points en 68 matchs. 
En 2016-2017, il est nommé joueur de la semaine du 30 octobre avec une récolte de 7 points en 4 matchs. À la fin de la saison, il est élu dans la 2e équipe d'étoiles de la Conférence Ouest de la LHOu. Il se classe au 6e rang des pointeurs de la ligue avec un total de 99 points.
Éligible au repêchage d'entrée dans la LNH 2017, il est sélectionné au 1er tour, 22e au total, par les Oilers d'Edmonton. 
Il connaît un excellent camp d'entraînement avec les Oilers et commence la saison 2017-2018 avec le grand club. Le 4 octobre 2017, il prend part à son premier match en carrière dans la LNH qui se conclut par une victoire de 3-0 contre les Flames de Calgary. Il obtient son premier point en carrière, une aide, le 14 octobre face aux Sénateurs d'Ottawa. Après son 9e match avec Edmonton, il est cédé aux Chiefs afin de poursuivre son développement. Les saisons 2018-2019 et 2019-2020 sont partagées entre les Oilers dans la LNH et les Condors de Bakersfield dans la LAH. Il fait ensuite définitivement sa place dans la LNH en passant l'entièreté des trois saisons suivantes avec les Oilers d'Edmonton.
Le 2 juillet 2023, il signe un contrat d'une saison avec le Kraken de Seattle, d'une valeur de 1,5 million $.

### Vie privée
Les grands-parents de Yamamoto ont des origines japonaises. Kailer et son frère, Keanu, s'entraînent durant l'été avec Tyler Johnson qui est aussi natif de Spokane.

## Statistiques

### En club
| Saison     | Équipe                   | Ligue      |     | Saison régulière | Saison régulière | Saison régulière | Saison régulière | Saison régulière |   | Séries éliminatoires | Séries éliminatoires | Séries éliminatoires | Séries éliminatoires | Séries éliminatoires |
| Saison     | Équipe                   | Ligue      | PJ  | B                | A                | Pts              | Pun              | PJ               | B | A                    | Pts                  | Pun                  |                      |                      |
| 2014-2015  | Chiefs de Spokane        | LHOu       | 68  | 23               | 34               | 57               | 50               | 6                | 2 | 3                    | 5                    | 6                    |                      |                      |
| 2015-2016  | Chiefs de Spokane        | LHOu       | 57  | 19               | 52               | 71               | 34               | 6                | 1 | 4                    | 5                    | 10                   |                      |                      |
| 2016-2017  | Chiefs de Spokane        | LHOu       | 65  | 42               | 57               | 99               | 46               | -                | - | -                    | -                    | -                    |                      |                      |
| 2017-2018  | Oilers d'Edmonton        | LNH        | 9   | 0                | 3                | 3                | 2                | -                | - | -                    | -                    | -                    |                      |                      |
| 2017-2018  | Chiefs de Spokane        | LHOu       | 40  | 21               | 43               | 64               | 18               | 7                | 1 | 3                    | 4                    | 6                    |                      |                      |
| 2018-2019  | Oilers d'Edmonton        | LNH        | 17  | 1                | 1                | 2                | 2                | -                | - | -                    | -                    | -                    |                      |                      |
| 2018-2019  | Condors de Bakersfield   | LAH        | 27  | 10               | 8                | 18               | 16               | -                | - | -                    | -                    | -                    |                      |                      |
| 2019-2020  | Oilers d'Edmonton        | LNH        | 27  | 11               | 15               | 26               | 12               | 4                | 0 | 0                    | 0                    | 6                    |                      |                      |
| 2019-2020  | Condors de Bakersfield   | LAH        | 23  | 8                | 8                | 16               | 16               | -                | - | -                    | -                    | -                    |                      |                      |
| 2020-2021  | Oilers d'Edmonton        | LNH        | 52  | 8                | 13               | 21               | 26               | 4                | 0 | 1                    | 1                    | 2                    |                      |                      |
| 2021-2022  | Oilers d'Edmonton        | LNH        | 81  | 20               | 21               | 41               | 40               | 14               | 2 | 5                    | 7                    | 10                   |                      |                      |
| 2022-2023  | Oilers d'Edmonton        | LNH        | 58  | 10               | 15               | 25               | 24               | 12               | 1 | 3                    | 4                    | 18                   |                      |                      |
| 2023-2024  | Kraken de Seattle        | LNH        | 59  | 8                | 8                | 16               | 18               | -                | - | -                    | -                    | -                    |                      |                      |
| 2024-2025  | Club de hockey de l'Utah | LNH        | 12  | 2                | 1                | 3                | 2                | -                | - | -                    | -                    | -                    |                      |                      |
| 2024-2025  | Roadrunners de Tucson    | LAH        | 54  | 20               | 36               | 56               | 41               | -                | - | -                    | -                    | -                    |                      |                      |
| Totaux LNH | Totaux LNH               | Totaux LNH | 315 | 60               | 77               | 137              | 126              | 34               | 3 | 9                    | 12                   | 36                   |                      |                      |

### En équipe nationale
| Année | Compétition                                |   | PJ | B | A  | Pts | Pun                |  | Résultat |
| 2015  | Défi mondial des moins de 17 ans de hockey | 6 | 3  | 3 | 6  | 2   | Médaille d'argent  |  |          |
| 2015  | Ivan Hlinka -18 ans                        | 4 | 4  | 3 | 7  | 14  | 5e place           |  |          |
| 2016  | Championnat du monde moins de 18 ans       | 7 | 7  | 6 | 13 | 12  | Médaille de bronze |  |          |
| 2018  | Championnat du monde moins de 20 ans       | 7 | 2  | 2 | 4  | 4   | Médaille de bronze |  |          |

## Trophées et honneurs personnels

### Ligue de hockey de l'Ouest
- 2016-2017 : nommé dans la deuxième équipe d'étoiles de la Conférence Ouest